# Cephalostachyum chevalieri
Cephalostachyum chevalieri är en gräsart som beskrevs av Aimée Antoinette Camus. Cephalostachyum chevalieri ingår i släktet Cephalostachyum och familjen gräs. Inga underarter finns listade i Catalogue of Life.